# Eizō Sakamoto
Pour les articles homonymes, voir Sakamoto.
Eizō Sakamoto (坂本英三 ou さかもと えいぞう, Sakamoto Eizō, né le 23 février 1964) est un chanteur japonais de heavy metal, qui débute en 1985 avec le groupe de metal Anthem, qu'il quitte en 1987. En 1997, il forme le groupe Animetal, puis JAM Project en 2000, avant de retourner avec Anthem reformé en 2001. Il crée en parallèle son propre groupe, Eizo Japan.